# Дарюс Леленас
Дарюс Леленас (лит. Darius Lelenas; народився 15 жовтня 1982 у м. Електренай, Литва) — литовський хокеїст, правий нападник.  

## Спортивна кар'єра
Виступав за «Енергія» (Електренай), «Янтар» (Сіверськ), ХК «Вітебськ», «Металургс» (Лієпая), «Дукла» (Тренчин), ХК «Брест», «Пітерборо Фантомс».
У складі національної збірної Литви учасник кваліфікаційного турніру до зимових Олімпійських ігор 2006, учасник чемпіонатів світу 2001 (дивізіон II), 2002 (дивізіон II), 2004 (дивізіон II), 2005 (дивізіон I), 2006 (дивізіон I), 2007 (дивізіон I) 2008 (дивізіон I), 2009 (дивізіон I) і 2010 (дивізіон I). У складі молодіжної збірної Литви учасник чемпіонату Європи 1999 (дивізіон I), чемпіонатів світу 1999 (група C), 2000 (група C), 2001 (дивізіон II) і 2002 (дивізіон II).